# Rimac Concept S
El Rimac Concept_S es un concepto de automóvil superdeportivo eléctrico presentado en el Salón del Automóvil de Ginebra de 2016 por la empresa croata Rimac Automobili. 

## Vista general
El Concept_S es un cupé de dos puertas de altas prestaciones en la categoría de automóvil superdeportivo. Ha sido diseñado por Adriano Mudri (exterior) y por Goran Popović (interior). Rimac empezó su construcción a principios de 2016.

## Diseño

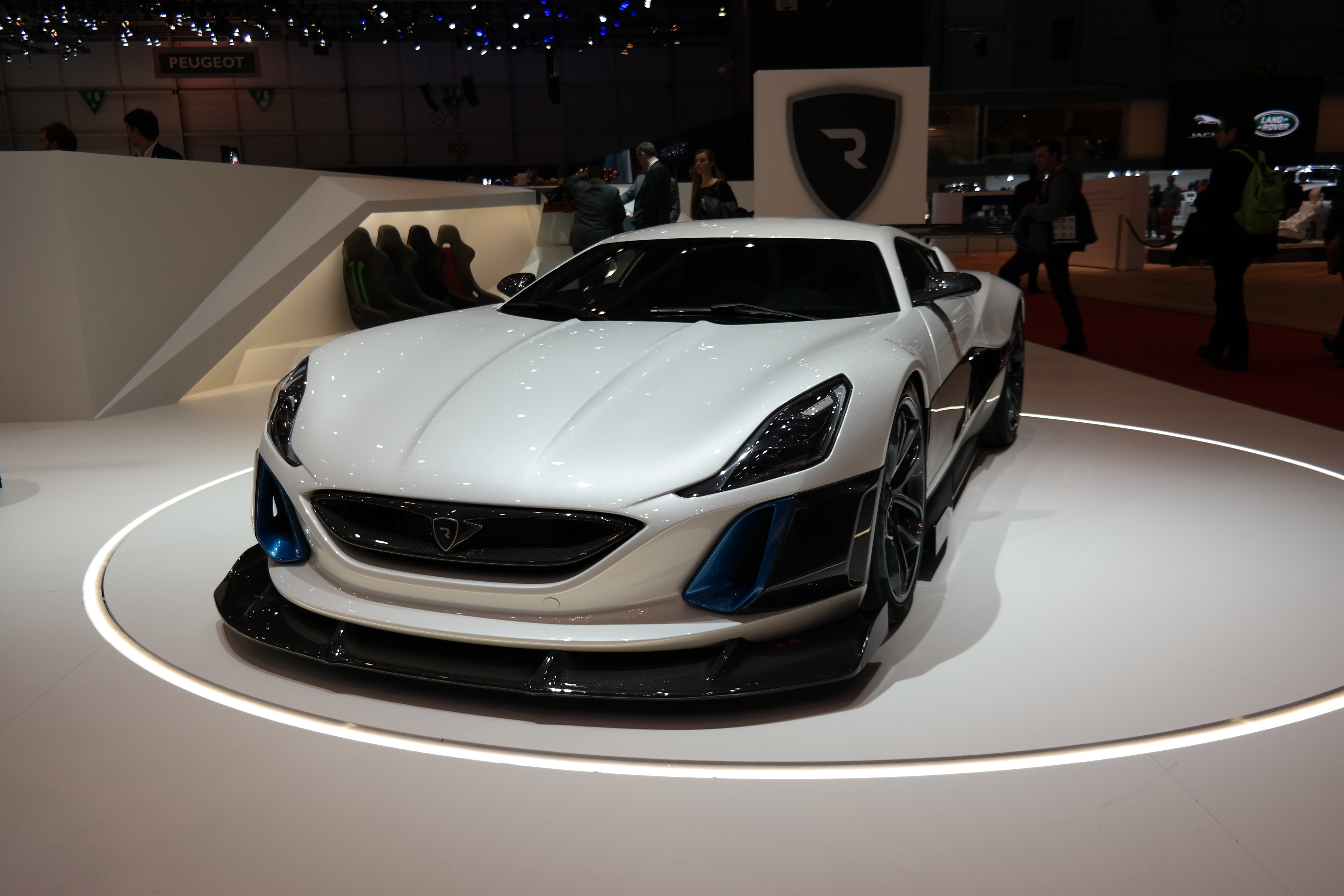
En el Salón del Automóvil de Ginebra de 2016

El Concept_S tiene unas dimensiones de 4187 mm de largo, 1842 mm de ancho, 1070 mm de altura y una batalla de 2750 mm. Su masa es de 1800 kg con una distribución de ésta de 42/58. Su cuerpo es de fibra de carbono y el chasis es de cromo-molibdeno con elementos de aluminio y de fibra de carbono.
Equipa cuatro motores eléctricos de carcasa de aluminio de 12000 rpm: dos delanteros y dos traseros de 500 kW y 600 kW de potencia total respectivamente, aunque la potencia total del sistema se ha limitado a 1018 kW (1384 HP), por lo que su relación de potencia-peso es de 767 HP/T. Su par máximo es de 1800 N·m (1328 lb·pie) disponible a las 6500 rpm. Todo el sistema está refrigerado por una mezcla compuesta por líquido y etilenglicol.
Los motores forman dos conjuntos de dos motores simétricos cada uno, los motores delanteros están conectados a cada rueda delantera por medio de dos reductoras simples mientras que los motores traseros se conectan a cada rueda trasera por medio de dos transmisiones de doble embrague y 2 velocidades. Esta configuración permite que el Concept_S posea el sistema Wheel Torque Vectoring System (R-AWTV) que distribuye el par motor a cada rueda individualmente para que el control del vehículo se adapte a las condiciones de conducción. Dicho control puede ser ajustado por el conductor.
El sistema de almacenamiento es mediante paquete de baterías del tipo LiNiMnCoO2 cuya capacidad total es de 82 kWh. Es capaz de dar picos de 1000 kW de potencia durante las aceleraciones. Están refrigeradas por líquido y su voltaje es de 650 V CC. Para su recarga en corriente alterna dispone de un cargador interno de 22 kW, mientras que para una recarga en corriente continua el sistema admite hasta 120 kW de potencia. Los sistemas de protección y seguridad son redundantes.
La suspensión trasera y delantera es de doble horquilla tipo "pushrod" ajustable en altura por acción hidráulica. Los neumáticos delanteros son Pirelli P Zero Trofeo R 245/35 R20 y los traseros R 295/30 R20. 
Los frenos delanteros y traseros son de disco cerámicos ventilados de 390 mm y 380 mm de diámetro, de 36 mm y 34 mm de ancho, con pinzas de 6 y 4 pistones respectivamente. El freno regenerativo tiene una regeneración máxima de 400 kW, el conductor puede ajustar dicha potencia.
Posee elementos aerodinámicos y un alerón trasero que le proporcionan cargas de hasta 650 kg de fuerza para presionar el vehículo contra el suelo.

## Prestaciones
El Concept_S acelera de 0 a 100 km/h en 2,5 segundos, de 0 a 200 km/h en 5,6 segundos y de 0 a 300 km/h en 13,1 segundos. Su velocidad máxima es de 365 km/h. La distancia de frenado, 100-0 km/h, se realiza en 31,5 metros. Las baterías proporcionan una autonomía de entre 300 km y 400 km, aunque puede variar dependiendo del estilo de conducción.
El Concept_S es uno de los pocos superdeportivos del mundo que hace el 0-300 km/h en menos de 15 segundos.